# 芦洲镇
芦洲镇，是中华人民共和国广东省惠州市惠城区下辖的一个乡镇级行政单位。

## 行政区划
芦洲镇下辖以下地区：
双洲社区、芦兴社区、上青村、横江村、青塘村、三洲村、东胜村、群建村、富星村、横岭村、龙颈村、芦村、大兴村、香园村、岚派村、岚星村、岚中村、岚田村、岚石村、军田村和墩子场村。